# 劉麟 (弘治進士)
劉麟（1475年—1561年），字元瑞，一字子振，号南坦，江西安仁縣（今江西省餘江縣）人，南京廣洋衞官籍。明朝政治人物，弘治丙辰進士，官至工部尚書。

## 生平
世为南京广洋卫副千户，因占籍南京上元县。自幼博学能文，与顾璘、徐祯卿被誉为“江东三才子”之一。弘治五年（1492年）壬子科應天鄉試舉人。弘治九年（1496年）丙辰科進士，言官龐泮下獄，其與陸崑上疏論救。授刑部主事，進刑部員外郎，任內平反京畿地区冤狱三百九十餘人。
正德年間，晉刑部郎中，出爲浙江紹興府知府。克己奉公，被越地之人称道。劉瑾因恨其不謁謝，借口“录囚过细”逮捕其并下罪為民。劉瑾被誅后，起用西安府知府。父喪丁憂，居住在湖州。与吴琬、施侃、孙一元、龙霓结苕溪社，号为“苕溪五隐”。起补西安，起用為陝西左參政，升雲南按察使，因病辭職。
嘉靖初年，召為太僕寺卿，進為右副都御史，巡撫保定等地，因兵餉事與中官耿忠所爭，再次借病辭職。此後起用為大理寺卿，拜為工部尚書，因淘汰浪費與官員而得罪權貴，嘉靖七年（1528年）強令致仕。家居三十多年。卒贈太子少保，諡清惠。两袖清风，无资回乡。又与文征明等交游唱和，朱凤翔序其集。

## 著作
著有《刘清惠集》。

## 家族
曾祖父劉仲翔；祖父劉某，千戶；父劉蒼，千戶。前母胡氏；母蔣氏。具慶下。

## 延伸阅读
[在维基数据编辑]
 《國朝獻徵錄·卷之五十》，出自焦竑《國朝獻徵錄》
 《明史卷一百九十四》，出自《明史》
 在维基共享资源阅览影像
| 官衔        | 官衔                                         | 官衔        |
| ----------- | -------------------------------------------- | ----------- |
| 前任： 童瑞 | 明朝工部尚書 嘉靖七年—八年 （1528年—1529年） | 繼任： 章拯 |